# Doctrine routière
 (mars 2025).
Motif : L’article est issu de cet ouvrage placé sous licence GFDL (libre de droits). Il ne s’agit donc ni d’un TI, ni d’un copyvio, par contre le sujet en tant que tel semble ne pas répondre aux critères généraux de notoriété. Il y aurait lieu de créer et développer d’abord Projet routier ou Conception routière, dans lequel il y aurait cet aspect normatif.
- Archive Wikiwix
- Bing
- Cairn
- DuckDuckGo
- E. Universalis
- Gallica
- Google
- G. Books
- G. News
- G. Scholar
- Persée
- Qwant
- (zh) Baidu
- (ru) Yandex
- (wd) trouver des œuvres sur Wikidata

| 1. | Préciser le motif de la pose du bandeau. | Précisez le motif de la pose du bandeau en utilisant la syntaxe suivante : {{admissibilité à vérifier\|date=mars 2025\|motif=remplacez ce texte par le motif}}                         |
| 2. | Informer les utilisateurs concernés.     | Pensez à avertir le créateur de l'article, par exemple, en insérant le code ci-dessous sur sa page de discussion : {{subst:avertissement admissibilité à vérifier\|Doctrine routière}} |

La doctrine routière désigne l'ensemble des textes législatifs, réglementaires et techniques ayant pour objet de concevoir, entretenir et exploiter le réseau routier.

## La doctrine routière européenne
L’ensemble des produits entrant dans la constitution d’une chaussée ou d’un ouvrage routier sont en cours de normalisation européenne au titre de la directive européenne « Produits de construction », tant en ce qui concerne leurs caractéristiques et propriétés intrinsèques que leur modalités de fabrication, de transport et de mise en œuvre. Tel n'est pas le cas en matière de conception géométrique de la voie où il n’y a pas encore de normalisation européenne, ni même d’ailleurs nationale pour l'ensemble des réseaux.
Le premier aspect de normalisation des produits s’entend dans une perspective d’ouverture des marchés nationaux aux entreprises européennes.
Le second aspect relatif à la conception géométrique est fortement dépendant des cultures nationales, de l’histoire des routes et du niveau de développement du réseau scientifique et technique. Ainsi même si une démarche de mise en commun des connaissances est très largement avancée et que les réseaux scientifiques et techniques collaborent entre eux notamment par le biais d’organismes comme l'European Union Road Foundation ou à l’occasion de multiples congrès associatifs thématisés, aucune norme n’est définie en tant que telle en matière de conception géométrique, ni même un quelconque cadre commun de référence, comme celui de la typologie des voies.
On notera ainsi que même s’il n’existe pas de normes de européennes en la matière, les exigences qui gouvernent à la conception routière sont désormais communément admises, particulièrement celles en matière de sécurité. De nombreuses statistiques et analyses sont en particulier faites à l’échelon européen.
Pour ce qui concerne la France l’organisation administrative structurée autour des trois grands maîtres d’ouvrage que sont l’État, les départements et les communes ou communautés de communes, ne tend pas à faciliter les choses. C’est pourquoi on parle de doctrine routière qui se traduit par des instructions techniques qui s’imposent sur le domaine public routier national, mais ne constituent en fait que des recommandations pour les autres maîtres d’ouvrages, libres à eux de les appliquer en les utilisant comme références, ce qui est d’ailleurs dans la plupart des cas réalisé. Certaines collectivités peuvent conférer à ces guides nationaux un statut plus élevé en les traduisant en instructions techniques votées en assemblée délibérante et donc à ce titre applicables systématiquement pour tout projet routier nouveau.

## Les contraintes réglementaires en France

### Sur les caractéristiques géométriques routières
Pour les routes nationales différentes instructions techniques s’imposent réglementairement, voir ci-après.
Pour les routes départementales et communales, trois exigences seulement sont imposées par le code de la voirie routière pour les routes départementales et communales. Elles sont définies dans les articles R 131-1 et 141-2 et concernent :
- Le profil en long pour la maintenance : « les profils en long et en travers des routes départementales doivent être établis de manière à permettre l'écoulement des eaux pluviales et l'assainissement de la plate-forme. »

- Le profil en travers par le gabarit sous ouvrage : « - sous les ouvrages d'art qui franchisent une route départementale un tirant d'air d'au moins 4,30 mètres doit être réservé sur toute la largeur de la chaussée. »

- L'homogénéité nécessaire pour ne pas surprendre le conducteur : « les caractéristiques techniques de la chaussée doivent, sur une même voie, être homogènes en matière de déclivité et de rayon des courbes.

### Sur la largeur et la longueur des véhicules
La largeur maximale des véhicules est décrite dans l'article R 312-10 du Code de la route (rien n’est par contre imposé en ce qui concerne la hauteur).
« Sauf pour les machines agricoles automotrices et les machines et instruments agricoles remorqués, la largeur totale des véhicules ou parties de véhicules, y compris les superstructures amovibles et les pièces de cargaison normalisées telles que les conteneurs et caisses mobiles, mesurée toutes saillies comprises dans une section transversale quelconque ne doit pas dépasser les valeurs suivantes, sauf dans les cas et conditions où des saillies excédant ce gabarit sont explicitement autorisées par arrêté du ministre chargé des transports :
- 2,60 mètres pour les superstructures à parois épaisses conçues pour le transport de marchandises sous température dirigée
- 2,55 mètres pour les autres véhicules ou parties de véhicules ;
- 2,95 mètres pour les véhicules à traction animale dont la carrosserie ou les garde-boue ne surplombent pas les roues ;
- 2 mètres pour les motocyclettes, les tricycles et les quadricycles à moteur et les cyclomoteurs à trois roues.
- 1 mètre pour les cyclomoteurs à deux roues. (…) »

### Les obligations vis-à-vis du conducteur
Le conducteur doit, selon le code de la Route, rester constamment maître de sa vitesse et régler cette dernière en fonction de l'état de la chaussée, des difficultés de la circulation et des obstacles prévisibles (R 413-17). Plusieurs règles sur le comportement à adopter en cas de croisement ou de dépassement sont ainsi édictées :
Pour le croisement
- Réduction de vitesse nécessaire lorsque la visibilité n'est pas suffisante, dans les virages, sur les routes étroites (art. R 413-17),

- Ralentissement, arrêt des véhicules larges de plus de 2 m et longs de plus de 7 m (à l'exception des transports en commun) qui doivent se garer pour laisser passer (art. R 414-2),

- Arrêt du véhicule descendant sur les routes de montagne étroites, …(art. R 414-3),

Pour le dépassement
- Vérification de l'absence de danger et la distance minimale (1 m en agglomération, 1.50 m hors agglomération) par rapport au "véhicule à traction animale, d'un engin à deux ou à trois roues, d'un piéton, d'un cavalier ou d'un animal" (art. R 414-4)

- Ralentissement, l'arrêt des véhicules larges de plus de 2 m et longs de plus de 7 m (à l'exception des transports en commun) qui doivent se garer pour laisser passer (art. R 414-9)

- Interdiction de dépasser, lorsque la visibilité n'est pas suffisante, ce qui peut être notamment le cas dans un virage ou au sommet d'une côte (art. R 414-11)

## Les instructions techniques en France
Les conditions techniques dans lesquelles, doivent être aménagées les différentes routes font l'objet de trois instructions ministérielles. Elles s'appliquent selon le type de route considérée:
- l'instruction sur les conditions techniques d'aménagement des autoroutes de liaison (I.C.T.A.A.L.). Elle date du 22 mars 1971, elle a été modifiée le 22 décembre 2000. Cette instruction s'applique aux routes à caractère autoroutier ;
- le guide technique pour l'aménagement des routes principales (A.R.P.). Ce guide s'applique aux routes à caractère interurbain ;
- l'instruction sur l'aménagement des voies rapides urbaines (I.C.T.A.V.R.U.)

Traditionnellement il était communément admis que le guide technique pour l'aménagement des routes principales (A.R.P.) constituait une référence pour la conception des routes départementales. Mais avec le transfert massif de routes nationales aux départements,17 500 km sur les 28 000 km qui constituaient le réseau routier national avant l’application de la loi de décentralisation de 2004, dont certaines à grand gabarit, les trois instructions peuvent servir de référence à l’aménagement des routes départementales selon la typologie et les fonctionnalités de la ou des voies aménagées.

## L’esprit de la conception géométrique routière
Les instructions fixent les règles relatives à la construction des trois éléments de conception suivants.
- le tracé en plan, projection de la route sur un plan horizontal.
- le profil en long, projection l'axe de la route sur un plan vertical.
- le profil en travers, coupe suivant un plan vertical perpendiculaire à l'axe.

Les exigences qui ont prévalu à l'élaboration des instructions sont de deux ordres:
- La sécurité des usagers, qui renvoie aux notions de visibilité et d’adéquation de l’infrastructure aux contraintes dynamiques.
- La capacité des infrastructures à écouler le trafic qu'elles supportent, qui renvoie aux études trafics, aux capacités des voies et aux dispositions retenues au niveau des intersections et autres échanges.

### Origine du texte
- Cet article est partiellement ou en totalité issu du site Cours de génie civil - année 2007-2008, Hervé Brunel , le texte ayant été placé par l’auteur ou le responsable de publication sous la licence de documentation libre GNU ou une licence compatible.

### Autres références
1. ↑  European Union Road Foundation